# بينفيلد
بينفيلد (بالفرنسية: Benfeld)‏ هي بلدية تقع في إقليم الراين الأسفل من منطقة ألزاس في شمال شرق فرنسا. تبلغ مساحة هذه المدينة 7.79 (كم²)، وترتفع عن سطح البحر 160 م، يبلغ عدد سكانها 5350 نسمة حسب إحصاء المعهد الوطني للإحصاء والدراسات الاقتصادية سنة 2009 م. وترأس Jacky Wolfarth البلدية خلال فترة (2012-2014).

## توأمة
لبينفيلد اتفاقيات توأمة مع:
- إيتنهايم

## أعلام
- أندريه بوركهارد

## وصلات خارجية
- صفحة البلدية على موقع المعهد الوطني للإحصاء والدراسات الاقتصادية